# USS Los Angeles (SSN 688)
A USS Los Angeles (SSN-688) az Amerikai Egyesült Államok Haditengerészetének Los Angeles osztályú atommeghajtású vadásztengeralattjárója, az osztály első, névadó egysége.

## Története
Az Amerikai Egyesült Államok Haditengerészetének szolgálatában a negyedik hajó, amelyik a kaliforniai Los Angeles nevét viseli. Az építési a megbízást 1971. január 8-án nyerte el a virginiai Newport News Shipbuilding and Dry Dock Company, a gerincfektetésre egy évvel később, 1972. január 8-án került sor. 1974. április 6-án bocsátották vízre, 1976. november 13-án állt szolgálatba. A USS Los Angeles volt a US Navy 109. atommeghajtású tengeralattjárója, és szolgálatba állásakor a vadásztengeralattjáró flotta  67. egysége. Első kapitánya John E. Christensen volt. 2007-től az US Navy legöregebb tengeralattjárójaként teljesített szolgálatot. Leszerelésére 2010. január 23-án a névadó város, Los Angeles kikötőjében került sor.